# أبيلا ليسانيو
أبيلا ليسانيو أو أبيلا ليساني أو أبيلا (بالإغريقية: Ἄβιλα ἐπικαλουμένη Λυσανίου or Ἄβιλα)‏ كانت مدينة قديمة، على نهر أبانا وعاصمة أبيلين القديمة، سورية الجوفاء. الموقع حاليًا هو موقع قرية سوق وادي بردى (التي أطلق عليها الجغرافيون العرب الأوائل اسم أبل السوق)، حوالي 20 كـم (12 ميل) شمال غرب دمشق، سوريا. كما تم تحديدها على أنها قرية أبيل جنوب حمص في وسط سوريا. لقب المدينة مشتق من ليسانياس، حاكم المنطقة.
يحتوي الموقع على أطلال معبد وقنوات مائية وبقايا أخرى ونقوش على ضفاف النهر. على الرغم من أن الاسمين هابيل وأبيلا يختلفان في الاشتقاق والمعنى، إلا أن تشابههما أدى إلى ظهور التقليد القائل بأن هذا هو مكان دفن هابيل. وقد ورد ذكر المدينة في العهد الجديد (لوقا 3: 1). بالنسبة الى جوزيفوس، كانت أبيلين مملكة إيتورية منفصلة حتى عام 37 م، عندما منحها كاليجولا لأغريبا الأول؛ وفي 52 منحها كلوديوس لأغريبا الثاني.
يستشهد ويليام سميث بأطروحة في معاملات أكاديمية الآداب الجميلة تبين أن أبيلا هذا هو نفسه مع لوكاس على نهر كريسورهواس، والذي اتخذ في فترة ما اسم كلوديوبوليس، كما يتضح من بعض العملات المعدنية التي وصفها جوزيف هيلاريوس إيكهيل.

## أسقفية
أبيلا ليسانيا، التي كانت في مقاطعة فينيقيا سيكوندا الرومانية، كانت أيضًا أسقفية مسيحية. تتضمن النسخة القبطية من أعمال مجمع نيقية الأول هيليكونيوس لهذا الكرسي الأسقفي بين المشاركين. كان يوردانوس في مجمع أنطاكية عام 445 وفي مجمع خلقيدونية عام 451. كان يوحنا أحد الموقعين على رسالة مشتركة أرسلها أساقفة فينيقيا سيكوندا عام 458 إلى الإمبراطور البيزنطي ليو الأول التراقي للاحتجاج على مقتل بروتيريوس الإسكندرية. تم عزل الإسكندر من قبل الإمبراطور يوستن الأول عام 518 بسبب ميوله السريانية الأرثوذكسية.
لم تعد أبرشية سكنية، وتصنفها الكنيسة الكاثوليكية اليوم كرسيًّا لقبيًّا.